# Gypsophila brevicaudata
La ratina colicorta (Gypsophila brevicaudata sinónimo Napothera brevicaudata) es una especie de ave paseriforme de la familia Pellorneidae propia del sudeste asiático.

## Distribución y hábitat
Se encuentra en los bosques húmedos tropicales y subtropicales de Bangladés, Birmania, Camboya, sur de China, noreste de la India, Laos, Malasia, Tailandia y Vietnam.